# Ford Modell B (1904–1905)
Der erste Ford Modell B war ein Fahrzeug der oberen Mittelklasse, das in den Jahren 1904 und 1905 von der Ford Motor Company gefertigt wurde. Es besaß einen wassergekühlten Vierzylinder-Reihenmotor mit 4,7 l Hubraum und 24 PS. Es war der erste moderne Personenwagen von Ford, mit Frontmotor und Hinterradantrieb über eine Kardanwelle. Der Verkaufspreis lag bei 2000 $ (ohne Beleuchtung) und damit so hoch, dass der Wagen fast unverkäuflich war. In einer Promotionaktion wurde das Modell B in London als Taxi eingesetzt. Trotz allem konnte von dem 770 kg schweren Fahrzeug, das einen Radstand von 2,34 m aufwies, nur etwa 500 Exemplare unter die Leute gebracht werden. Ford konzentrierte sich fortan auf die Herstellung preisgünstiger Fahrzeuge.